# Beginen und Begarden

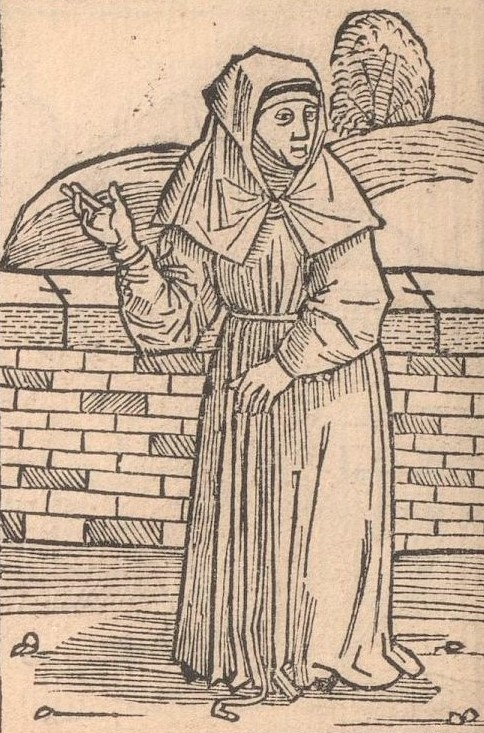
Holzschnitt einer Begine, entnommen dem Totentanz von Matthäus Brandis (1489)

Beginen und Begarden waren Mitglieder von religiösen Laiengemeinschaften in weiten Teilen Europas vom Mittelalter bis in das 20. Jahrhundert.

Sie richteten ihr Leben am Armuts- und Bußideal in der Nachfolge Jesu Christi aus und verrichteten vor allem karitative Tätigkeiten für Kranke, Arme und Sterbende.

## Namensvarianten und Herleitungen

### Varianten
- lateinisch: beguini, beguinae, mulieres devotiae
- französisch: béguines
- flämisch: begijnen
- deutsch: baginen, bagynen, bakynen, beghinen, beguinen, begutten, lullsustern (=Lollardenschwestern), Nonnen, Selsustern, Seelschwestern, Seelweiber[5], Schwestern; modern auch Klausnerinnen[6]

### Etymologie
Die Entstehung der Bezeichnung Beginen ist unklar. Bereits 1243 erklärte ein Autor, dass er die Herkunft dieses Wortes nicht kenne.
Die erste sichere erhaltene Erwähnung begina ist von 1223 aus Köln bekannt. Eventuelle frühere Erwähnungen sind unsicher.
Als mögliche Herleitungen wurden bisher genannt
- Heilige Begga († um 695) aus Brabant
Sie gründete eine religiöse Frauengemeinschaft, wurde später von den Beginen als Gründerin bezeichnet. Bis in das 13. Jahrhundert gab es aber keinerlei schriftliche Erwähnungen von Gemeinschaften nach ihrem Vorbild. Möglicherweise trotzdem Vorbild für die Namensentstehung.

- Lambert le Bègue († 1177)
Er gilt als Gründer des Beginenhofes in Lüttich.[9] Der Beiname il Begge (der Stammler?) ist allerdings erst von 1259 bekannt, möglicherweise sogar in der Bedeutung der Begine. Wird in der neueren Forschung als Herkunftsname abgelehnt.
- Albigenser
Eine südfranzösische religiöse Bewegung, die um 1224 als häretisch bekämpft wurde.[10] Einmalige verkürzte Erwähnung beggini (1209). Unwahrscheinlich als Herkunftsname, da sie regional und strukturell sehr verschieden von den Beginen waren. Auch eine übertragene Bedeutung als Häretiker ist unwahrscheinlich, da die Beginen im 13. Jahrhundert noch als kirchlich anerkannt galten.[11]

- beige
Aufgrund der Farbe ihrer Kleidung. Mögliche Herleitung.

## Lebensweise

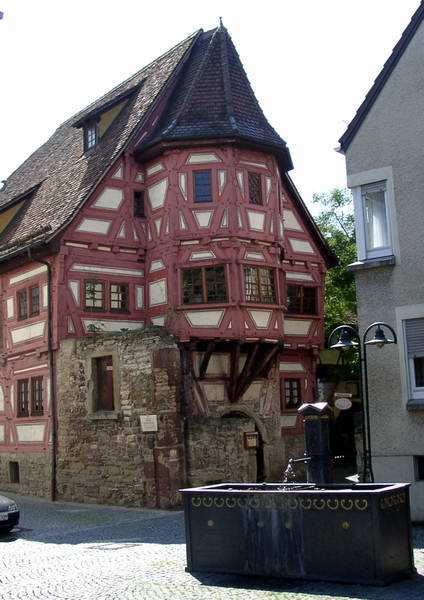
Klösterle in Cannstatt als erhaltenes (wahrscheinliches) Beginenhaus, mit Hauskapelle

Beginen lebten meist in Konventen in Beginenhäusern oder -höfen, einige auch allein in ihren eigenen Häusern oder auf Wanderschaft.
Sie lebten nach Regeln der Armut, der Keuschheit und des regelmäßigen Gebetes.
Man kann verschiedene Formen des Beginenlebens unterscheiden.
- Wanderbeginen lebten vom Betteln und Predigen (wie Wandermönche), seltene Form in der Frühzeit[12]
- im elterlichen Haus wohnend, mit alltäglichem Leben
- im eigenen Haus lebend und selbstständig geschäftlich tätig
- ein Beginenhaus, mit etwa 3 bis 12 Beginen
- Beginenklause, kleinere Gemeinschaft, abgeschottet nach außen[13][14]
- größerer Beginenkonvent mit mehreren Häusern
- Beginenhof, ein abgeschlossenes Gelände mit mehreren Häusern, Wirtschaftsgebäuden, abgegrenzt nach außen durch eine Mauer oder einen Graben, nur in Belgien und den Niederlanden.[15]

### Beginenkonvente
Die meisten Beginen lebten in Konventen in einem Haus mit etwa drei bis zwölf Bewohnerinnen. Dort galt jeweils eine Hausordnung, die von ihnen akzeptiert wurde. In größeren Gemeinschaften gab es eine Meisterin (magistra) und meist auch einen Vorsteher von außen, der grundsätzliche Entscheidungen traf. Kleinere Gemeinschaften bis etwa vier Frauen regelten ihre Angelegenheiten selbst. Jede Frau bezahlte bei ihrem Eintritt eine Geldsumme.
Die Beginen legten kein Gelübde ab, sie verpflichteten sich jedoch, ein Leben in Armut (gemäßigtes, einfaches Leben), Gehorsam (gegenüber der Meisterin und dem Prokurator, falls es diese gab) und Keuschheit, den drei evangelischen Räten, zu führen. Dazu kamen Frömmigkeit, Tätigkeiten der Nächstenliebe und die Forderung nach einem tugendhaften Lebenswandel.
Es sind einige Hausordnungen erhalten, zum Beispiel Braunschweig 1290, Hamburg 1360, Hannover 1441, 1520, 1530, Lübeck 1438, 1463 und Stralsund 1332 (im norddeutschen Raum).
Diese geben jeweils ein plastisches Bild vom Leben im Konvent, da jedes formulierte Verbot und jede Einschränkung auf bisherige alltägliche Gewohnheiten hinwiesen.
Hauptinhalte von Hausordnungen waren Regelungen zum Umgang der Bewohnerinnen mit außenstehenden Personen. So sollten die Frauen niemals alleine das Haus verlassen und auch Begegnungen mit anderen nur in Gegenwart von Mitschwestern haben.
In Aachen verbot die Neufassung von 1333 das gemeinsame Übernachten, Feiern und Baden mit Männern.
Ein weiterer Schwerpunkt der Statuten war das Verbot von Geschwätz, Zankereien, Herabsetzungen von Mitschwestern in Gegenwart von anderen und Ähnlichem. Dafür wurden harte Strafen bis zum Ausschluss angedroht.
Den Beginen war es grundsätzlich möglich, aus dem Konvent wieder auszutreten. In einigen Orten erhielten sie ihr eingezahltes Geld zurück, in anderen nicht. Sie konnten danach wieder heiraten und ein normales alltägliches Leben führen.

Seit dem 15. Jahrhundert mehrten sich die kritischen Berichte und Satiren, die den Beginen Oberflächlichkeit, Eitelkeit, leere Lebensformen und einen lockeren Lebenswandel vorwarfen, so zum Beispiel Sebastian Brants Narrenschiff und Thomas Murner, jeweils im Straßburger Raum.

### Terziarinnenordnungen
Seit dem 14. Jahrhundert schlossen sich einige Beginen formal einem der Bettelorden als sogenannte Terziarinnen an, das heißt als Laienschwestern innerhalb eines Ordens.
Die Drittordens-Konstitutionen „waren so weit gefasst, dass Beginen diese ohne Einschränkungen annehmen konnten.“ Hierbei gewann der etwas offener gestaltete Drittorden der Franziskanerinnen die meisten Anhängerinnen, seltener die der Augustinerinnen, am wenigsten die Dominikanerinnen (Cölln bei Berlin). Dies lag wahrscheinlich an deren seltenerem Vorhandensein in Städten sowie an einigen strengeren Punkten ihrer terziarischen Konstitution. 
Nach außen war oft nicht erkennbar, ob und wie stark ehemalige Beginenkonvente in Bettelorden eingegliedert worden waren. Die weitgehende Übereinstimmung der Lebensweise von Terziarin und Begine unterstrich deren semireligiösen Charakter.
Beispiele

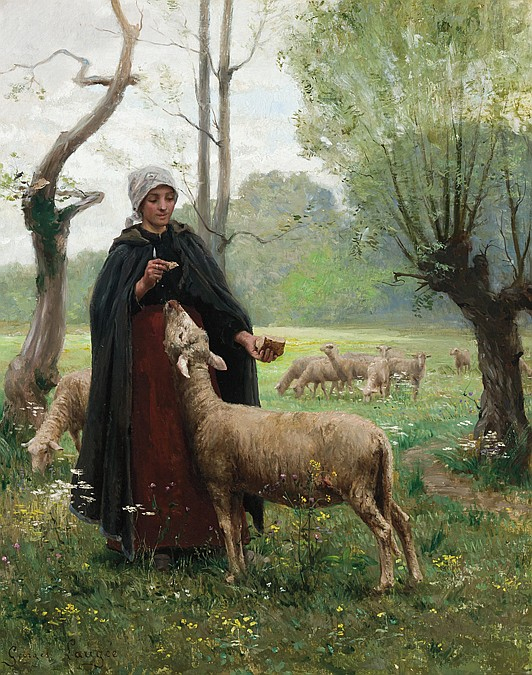
Besaßen Beginen Schafe, kontrollierten sie die Produktion von der Wolle bis zum Weben; Georges Laugée: Schäferin füttert eines ihrer Schafe, 1880

Eine (Beginen-)Klause überlieferte mitunter nur jenes Wort, u. a. in Habenscheid. Aufgrund der Quellenlücken und -widersprüche blieb vielfach ungeklärt, inwieweit es sich tatsächlich um eine solche handelte. In Ravensburg entstand 1395 ausdrücklich ein klausuriertes Schwesternhaus bei der dem Erzengel Michael gewidmeten Kapelle. 1406 ordnete der Bischof von Konstanz eine Verpflichtung zur Drittordensregel des Franziskus von Assisi an, die bewusst eine soziale, also nach außen gerichtete Tätigkeit zuließ. In Münster (Westfalen) nahm eines der dortigen Beginenhäuser, die Sorores et baghinae domus in Ringhe (Schwestern und Beginen des Hauses in Ringhe), 1491 die franziskanische Regel an und konstituierte sich als Sorores laicae de poenitentia tertiae regulae sancti patris Francisci Monasterii (Laienschwestern von der Buße des dritten Ordens des heiligen Vaters Franziskus zu Münster); sie unterstanden der geistlichen Leitung der Franziskaner-Observanten der Kölnischen Franziskanerprovinz und wurden vom Observanten-Kloster Hamm aus betreut.
Deutschland brachte lediglich sechs Beginenklausen mit Benedikt-Regel hervor. In keiner davon legten die Klausnerinnen ein Ordensgelübde ab. Die Oberraderinnen hüteten ihr Vieh auf der Allmende und betrieben ein Gaststübchen, was gegen ein völliges Lossagen von der Welt sprach. Eine eigene Beginenordnung erhielt z. B. 1279 die Beginenklause Sankt Walpurgis in Mainz. Paragraf 5: „Alle sollen in einem Zimmer leben, das durch zwei Schlösser versperrt ist. Einen der Schlüssel verwahrt die Äbtissin, den Anderen die Älteste der Inklusen.“ Zum Vergleich, bei den Kartäuserinnen (ein Zweitorden) bestanden die Abmilderungen der Einsiedelei aus Einzelräumen statt separater Behausungen und dem gemeinsamen Einnehmen der Mahlzeiten.

### Tätigkeiten
Die hauptsächlichen Aufgaben von Beginen waren die Begleitung von Sterbenden, auch mit Gebeten, das Herrichten der Leichname, die Begleitung bei den Bestattungen und die Gebete für die Verstorbenen (für das Seelenheil). Dazu kamen regelmäßige Gebete für die Stifterfamilien der Beginenhäuser sowie die Krankenpflege in Hospitälern, besonders bei ansteckenden Krankheiten (in Leprosorien, St. Georgs-Hospitälern und anderen Spitälern).
Außerdem betrieben die Beginen an einigen Orten Mädchenschulen und leisteten Haushaltsdienste wie Wäschewaschen.
Die Beginenkonvente finanzierten sich vor allem aus Spenden, Schenkungen, Vermächtnissen und Erträgen aus Eigen- oder Stiftungsvermögen. Die Stifter beließen die Verfügungsgewalt über das Vermögen meist in den Händen ihrer eigenen Familie, der Kirche oder des Stadtrats.
In einigen Fällen waren Beginen auch mit handwerklichen Tätigkeiten beschäftigt, vor allem der Tuchweberei in den er. Damit traten sie öfter in Konkurrenz zu den Zünften und Gilden, ohne Auflagen, Abgabezwängen und mengenmäßigen Beschränkungen zu unterliegen. Weitere seltener erwähnte Tätigkeiten waren Brauen von Bier, Flechten von Blumenkränzen und Myrte, Backen von Hostien, Herstellung von Kerzen und Wachsfackeln sowie Sieden von Seife.

## Geschichte der Beginen

### Wurzeln und Anfänge

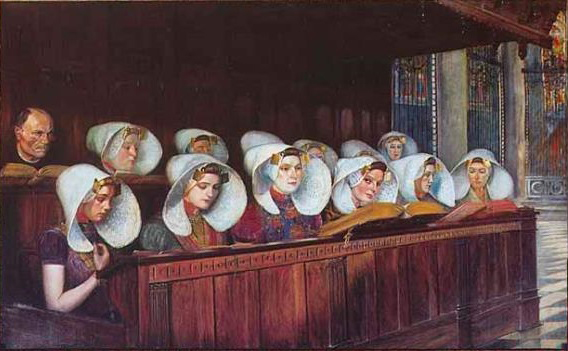
Jakob von Vitry förderte die Beginen und überlieferte Aufschlüsse zu ihren Anfängen; Cecil Jay: Die Beginen von Goes beim Kirchendienst, 1900

Erste Ansätze reichen bis ins 11. Jahrhundert zurück. Das stieß zunächst auf Widerspruch im Klerus. 1139 forderte das Zweite Laterankonzil: „Außerdem bestimmen wir, dass der verderbliche und skandalöse Mißstand abgeschafft werde, wonach manche Frauen, ohne nach der Regel des seligen Benedikt oder der des Basilius oder der Augustinusregel zu leben, doch vor aller Welt als Nonnen gelten wollen.“ Die Ausführungen zur Lebensweise dieser Frauen ähnelten bereits stark denen der Beginen. Die ersten konkreten zeitgenössischen Spuren, nun ohne Argwohn geäußert, entstammen der Zeit um 1200. Als Ursprungsraum galten bereits damals das Herzogtum Brabant und die Grafschaft Flandern. Die Geschichtswissenschaft folgte zumeist dieser Ansicht. Ebenso frühe Zeugnisse überlieferten andere Territorien im Heiligen Römischen Reich. Martina Wehrli-Johns sah ein Entstehen in den italienischen Städten und von dort ein Überspringen auf die Textilzentren.
Die kirchenrechtlichen Anfänge wurzelten in der Armuts- und Bußbewegung. Diese Laienbewegung erkannte Papst Innozenz III. 1201 grundsätzlich an. Jakob Johannes von Lier, Jakob von Vitry und Weitere setzten sich bei der Römischen Kurie für die Beginen ein. Das 1215 auf dem Vierten Laterankonzil beschlossene Verbot neuer Orden betraf sie nicht. Im folgenden Jahr erteilte Papst Honorius III. ihrer Lebensweise eine mündliche Erlaubnis. Dem folgten schriftliche Erneuerungen und Spezifizierungen der Beginenprivilegien für einzelne Regionen. Von Beginn an wurde den Beginen die freie Wahl eines Ordenspriesters als Seelsorger eingeräumt. Die Entscheidung trafen die Fundatoren oder die Beginen. Die Synodalstatuten der Erzbistümer und Bistümer betonten das Betreuungs- und Aufsichtsrecht der Diözesanpriester. Das widersprach teilweise den päpstlichen Erlassen. Viele Stadträte behielten sich ebenfalls ein Mitbestimmungsrecht vor.

### Ausbreitung der Bewegung und Konflikte
Das frühe Auftreten der Frauenbewegung verknüpfte sich mit der Gründung von Zisterzienserinnen-Klöstern. Die Verbindung zum Orden stellte schon Jakob von Vitry her. Die starke Ausbreitung stand jedoch im Zusammenhang mit den Bettelorden. Tauchten in einer Stadt erstmals die Dominikaner und insbesondere die Franziskaner auf, ließen sich in zeitlicher Nähe oft Beginen nachweisen. Die Chronisten bestätigten, dass die Bettelorden die Buße vorlebten, die Frauen das Ideal aufnahmen und auf selbständige Weise weiterentwickelten.

Rekonstruktion des Beginenkonvents Michaelsberg in Neuss (zirka 1360), im Vordergrund Klarissengasse und Michaelstraße

Regular- und Säkularklerus stritten um die seelsorgerische Betreuung der Gläubigen und die daran gekoppelten Einnahmen. Die Auseinandersetzung trugen sie auf dem Rücken der Beginen aus. Im sogenannten Begräbnisstreit schwelgten die Bettelorden in Lobpreisungen. Auf der Gegenseite verschärfte sich von einer Bistumssynode zur nächsten der Ton, wurden zunehmend die Vorwürfe des Ungehorsams und der Häresie erhoben. Die Wirkkraft von Synodalbeschlüssen war allerdings begrenzt. Durch die mündliche Erteilung der päpstlichen Approbation gerieten sie wohl in Vergessenheit, was sich zum Problem entwickelte. Die Bestätigung der Drittordens-Konstitutionen in den 1280er Jahren entspannte die Situation nur bedingt. Den unrühmlichen Tiefpunkt markierte das Konzil von Vienne 1311/1312. Die dort von Papst Clemens V. verfassten Dekrete wurden erst nach seinem Tod verbreitet. Ihre Widersprüchlichkeit sorgte für Verwirrung und wurde von einigen Niederklerikern genutzt, um gegen Beginen und selbst Terziarinnen vorzugehen. Sein Nachfolger Johannes XXII. konnte mit der Schutzbulle vom 13. Januar 1321 die Missverständnisse relativ erfolgreich beseitigen. Von der sich verstärkenden Inquisition waren die Beginen zunächst selten betroffen, ihre Gemeinschaften blühten im 14. Jahrhundert weiter.
Ab 1354 nannten päpstliche und kaiserliche Bullen die Beginen und Begarden meist zusammen als häretische Sekten. Ob dies aus Unwissenheit oder als Verurteilung geschah, entzog sich der sicheren Erkenntnis. Seit 1368 forcierte Urban V., Papst (1362–1370) in Deutschland die Inquisition erheblich. Zunächst fühlte sich Karl IV. laut Heinrich Friedjung dieser Politik nicht verpflichtet. Während des 2. Romzugs legte der Kaiser Station in Lucca ein. Von dort verkündete er am 9. Juni 1369 einen ungewöhnlich scharfen, u. a. gegen Beginen und Begarden gerichteten Häretikererlass. Die Gründe dafür und Absichten dahinter blieben mangels Schriftquellen im Dunkeln (Ferdinand Seibt: plötzliches Misstrauen; M. Tönsing: Schutzaufgabe des weltlichen Herrschers, deutsche Königswahl von Wenzel; Frank-Michael Reichstein [jeweils mit ?]: Erfüllungsgehilfe des Papstes, Einflüsterung durch Walter Kerlinger). Frömmigkeit und Kirchentreue nutzte der Luxemburger als Instrumente seiner dynastischen Politik, ihr ordnete er Alles unter.

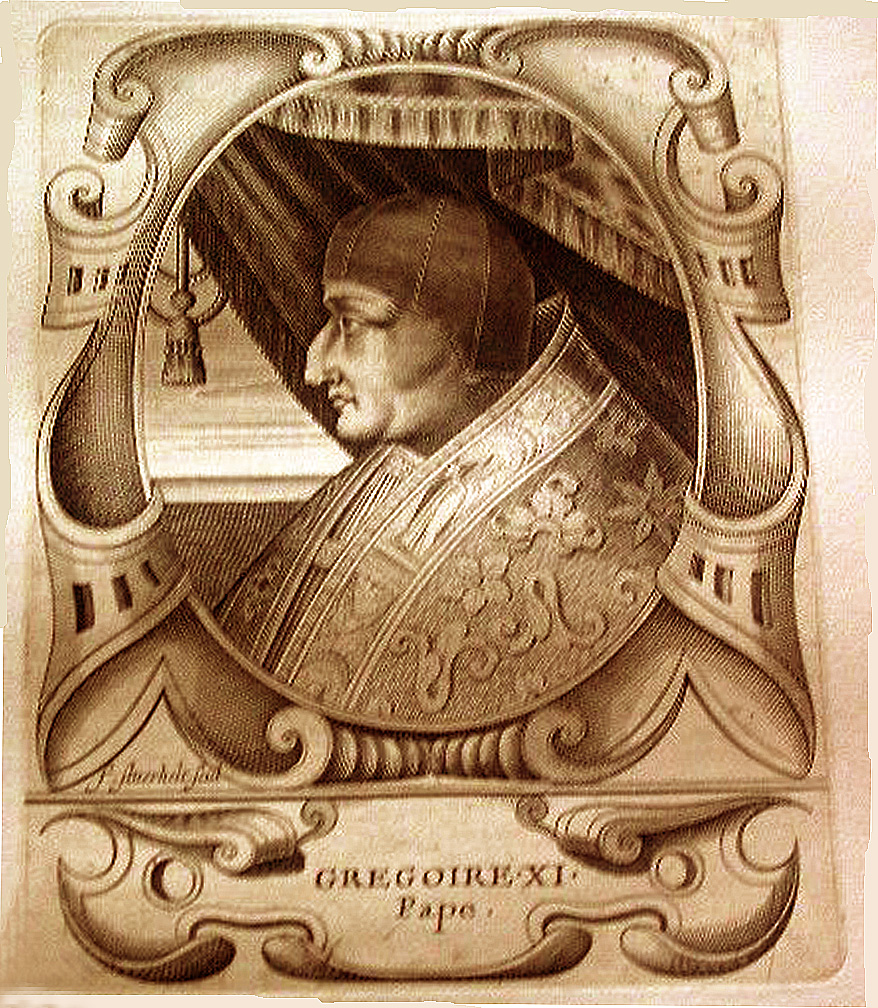
Das Auf und Ab der päpstlichen Haltung zu den Beginen zeigte sich komprimiert bei Gregor XI.; Kupferstich, unbekannt, 19. Jahrhundert

Die förmliche Einführung der Inquisition in Deutschland brachte allgemein kaum praktische Auswirkungen, für die Beginen noch geringere. In weniger als einem Prozent der in Das Beginenwesen in Deutschland aufgelisteten Siedlungen kam es zu Verfolgungen. Urban V. ernannte 1364 den Dominikaner Walter Kerlinger zum Inquisitor. Er griff besonders in der Ordensprovinz Sachsen, 1369 zum Provinzial gewählt, hart durch. Über die erfurtischen Ereignisse des Jahrs 1368 berichtete der Chronist und Franziskaner Detmar. Von 400 Begarden und Beginen gaben demnach 200 ihre Lebensweise auf, 200 flohen (außerhalb ließ sich die Fluchtwelle nicht fassen) und 2 Begarden wurden verbrannt. Nach der Beerdigung Kerlingers 1373 beschlagnahmte der Erfurter Stadtrat seine beträchtliche Erbschaft. Offenbar erfreute er sich in seiner Heimat keiner großen Beliebtheit. Wie harmlos die „Verfolgung“ ablaufen konnten, zeigte sich in Lüneburg. Dort trickste der Stadtrat den Inquisitor Johannes von Odelevessen mittels eines Scheinverkaufs des Beginenhauses aus. Gregor XI., Papst (1370–1378) ordnete am 23. Juli 1372 für die Erzbistümer Mainz, Köln, Trier, Salzburg, Magdeburg und Bremen die Anstellung von fünf (es sind aber sechs Erzbistümer) Inquisitoren an. Sie sollten durch die Dominikaner-Provinziale ernannt werden. Aufbaumaßnahmen unterblieben, Aktivitäten waren kaum erkennbar. Der Widerstand bezüglich der Schwestern ließ Gregor XI. umschwenken. In Bullen vom 7. April 1374 und 7. Dezember 1377 stellte er den päpstlichen Schutz wieder her, vermied jedoch das Wort Begine.

### Niedergang im 15. Jahrhundert

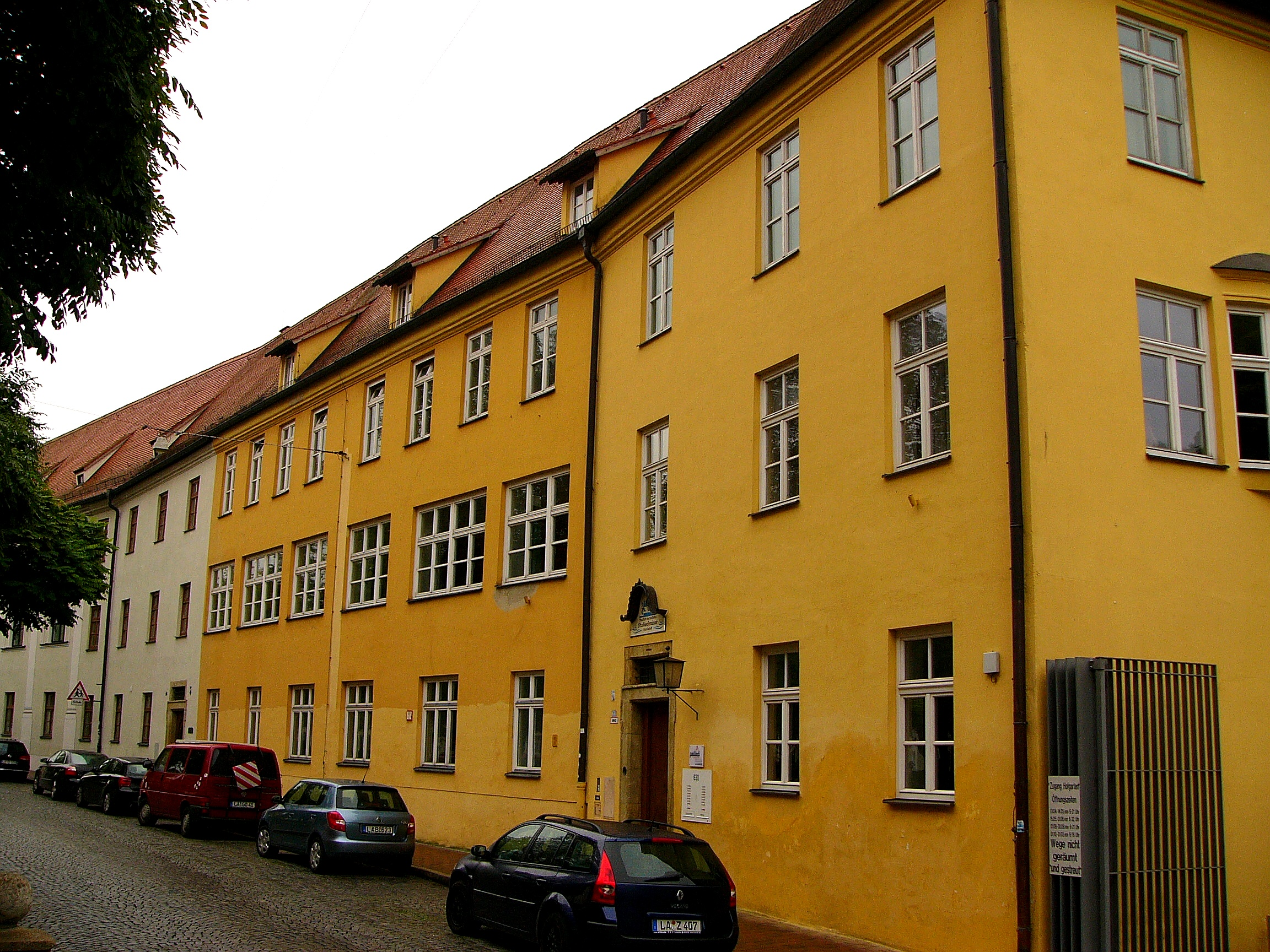
Der Wandel von einer Beginen-Gemeinschaft zu einem Terziarinnen-Kloster dauerte mitunter Jahrzehnte, verlief auch entgegengesetzt. 1480 galt als Stichjahr für das Franziskanerinnen-Kloster Landshut; Ostansicht.

Ab dem 15. Jahrhundert nahm die Anzahl der Neugründungen von Gemeinschaften signifikant ab. Der Zwist zwischen den beiden klerikalen Säulen um die Beginenseelsorge und -einnahmen dauerte an, nicht zuletzt ausgelöst durch deren fehlende zentrale Leitung. Die vom Säkularklerus ständig auf Konzilen und Synoden wiederholten Vorwürfe wirkten rufschädigend. Verschiedene apostolische Schutzprivilegien entfalteten nur für kurze Zeit Wirkung, galten zumeist für einzelne Erzbistümer, differenzierten die religiösen Frauengruppen unscharf. Das Vorhaben von Martin V., Papst (1417–1431), das Beginenwesen endgültig in die Dritten Orden einzubinden, verlief weitgehend im Sande, auch wenn etwa der Bischof Johann II. von Brunn für das Bistum Würzburg 1422 eine Aufhebung der sozial wirkenden Frauengemeinschaften erlassen hatte. Die Synode des Bistums Konstanz von 1423 strebte eine klare Kleidertrennung an. Weltlich lebende Beginen sollten das Skapulier ablegen, nur Ordensfrauen die Überwürfe als Standeszeichen dienen. Eugen IV., Papst (1431–1447) wechselte erneut den Kurs der Universalkirche, forderte in einer Bulle von 1431 die Bischöfe zum Schutz der Schwestern auf, verbot in einer Anordnung von 1440 den Dominikanern das weitere inquisitorische Vorgehen. Die inneren Zustände der Gemeinschaften sollten jedoch strenger beaufsichtigt werden.

Nikolaus V., Papst (1447–1455) griff die Idee des Vorvorgängers wieder auf. In seinem Auftrag leitete Nikolaus von Kues die kölnische Erzbistumssynode von 1452. Der Kardinal und Legat erklärte das Bekenntnis zu oder die Annahme von einer approbierten Drittordens-Konstitution für zukünftige Beginengemeinschaften zur Pflicht. Das Gleiche galt für bereits Bestehende, es sei denn, sie verfügten nachweislich über eine Zulassung des apostolischen Stuhls oder standen unter der Aufsicht eines Ordens. Der Druck erbrachte zwar keinen durchschlagenden Erfolg, aber in den nachfolgenden Jahrzehnten eine deutliche Zunahme von Umwandlungen. Im Verlauf des Zentenniums assimilierten sich die Terziaren/-innen immer mehr in den Regularklerus. So stellte Sixtus IV., Papst (1471–1484) mit seiner Bulle vom 1. Dezember 1480 die nach der Dritten Konstitution des Franziskus von Assisi abgelegten Ordensgelübde denen der anderen Orden gleich. Eine eindeutige Zuordnung zum Klerus brachte die damit verbundenen Privilegien – Befreiung von (weltlichen) Abgaben und Diensten, kaum dem Stadtrecht unterliegend. Solche Beginen erwuchsen ihren städtischen Förderern und Fundatoren zur wirtschaftlichen Konkurrenz. Das senkte merklich die Akzeptanz in den maßgeblichen Schichten, löste ab Mitte des 15. Jahrhunderts stark vermehrte Abwehrreaktionen der Gilden, Stadträte und Zünfte aus.

### Frühe Neuzeit
Die Reformation und die damit verbundene religiöse Neuorientierung schlugen breite Schneisen ins Beginenwesen. Frank-Michael Reichstein ermittelte jedoch, dass immerhin 40 Prozent der Gemeinschaften die Umbrüche überstanden. Das örtliche Fortleben hing weniger mit der Konfession, mehr vom Wohlwollen der Stadträte ab. Manche behaupteten sich bis 19., teilweise sogar bis ins 20. Jahrhundert. Im Jahr 2004 gab es noch fünf aktive Beginen in Flandern. 2008 starb in Gent die vorletzte 99-jährig. Die letzte Begine – Marcella Pattyn – verschied am 14. April 2013 im Alter von 92 Jahren in einem Altenheim in Kortrijk.

### Regionale Ereignisse
- Die Beginen wurden in den franziskanischen Armutsstreit um die provenzalischen Spiritualen hineingezogen.[52]

- Der Basler Beginenstreit von 1405 bis 1411 zerstörte den guten Ruf der Schwestern und untergrub ihre wirtschaftlichen Grundlagen.[44]

## Beziehungen der Beginen zu den Orden
In den ersten Jahrzehnten des 13. Jahrhunderts gingen aus Beginengemeinschaften in wenigen Fällen Klöster der Zisterzienserinnen und Dominikanerinnen hervor. Seit der 2. Hälfte des Zentenniums übernahmen fast ausschließlich die selbst der Armutsbewegung entsprossenen Bettelorden, insbesondere die Dominikaner und Franziskaner die seelsorgerische Betreuung. Das bedeutete nicht, dass es zu anderen Orden keine Kontakte gab. Am Ende des 13. Jahrhunderts entwickelte sich für die Dritten Orden eine feste kirchenrechtliche Gestalt. Sie wandten sich an Laien, die „das Leben in der Welt mit einem Leben in Buße verbinden wollten.“ Eine Führungsrolle trugen Franziskaner- und Augustinerinnen. Beginen-Gemeinschaft und Terziarinnen-Kloster flossen sanft ineinander über. Eine generelle Verpflichtung zur Annahme einer Drittordens-Konstitution gab es nicht.

## Mystik der Beginen

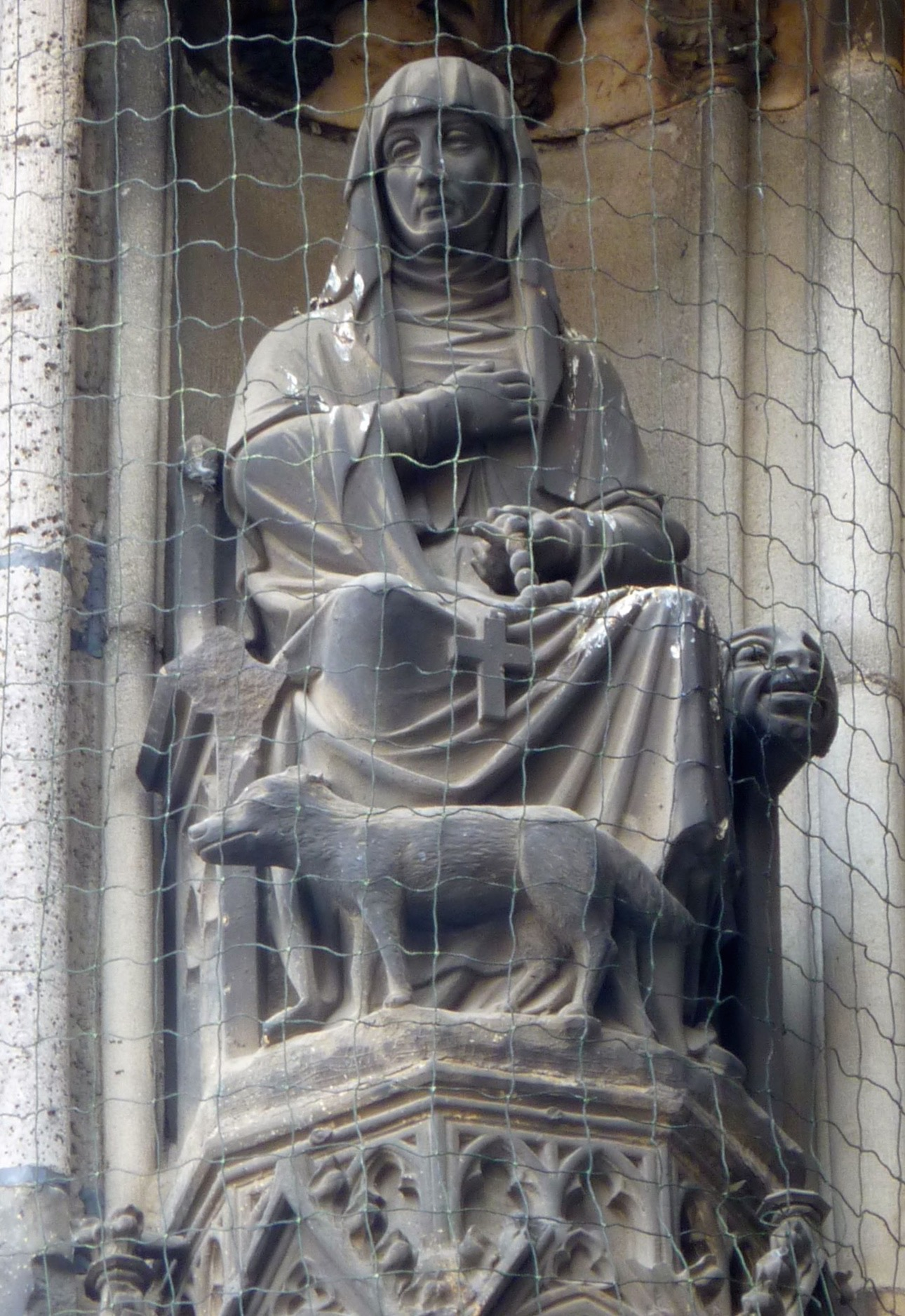
Skulptur von Christina von Stommeln am Kölner Dom

Ob es tatsächlich eine spezifische Form der Beginenmystik gegeben hat, ist umstritten. Einige namhafte Mystikerinnen waren Beginen, beispielsweise Maria von Oignie, deren Vita von Jakob von Vitry niedergeschrieben wurde. Auch die niederländische Begine Hadewijch war Mystikerin. Zu einer der berühmtesten Mystikerinnen, Mechthild von Magdeburg, liegen keine sicheren biographischen Daten vor. Man kann nur von Andeutungen sprechen, die vermuten lassen, dass sie in einer Beginengemeinschaft gelebt habe. Trotz der individuellen Gottesbeziehungen blieben die Mystikerinnen der Kirche treu. Lediglich Marguerite Porete wurde wegen ihrer Schrift „Spiegel der einfachen Seelen“ in Paris 1310 zum Tode auf dem Scheiterhaufen verurteilt.

## Bekannte Beginen
- Agnes Blannbekin (* um 1250; † 1315)
- Colette von Corbie (* 1381; † 1447)
- Juliana von Lüttich (* 1193; † 1258)[56]
- Margareta von Magdeburg (* 1237; † 1270)[56]
- Mechthild von Magdeburg (* um 1207; † 1282/1297)[56]
- Ida von Nivelles (* 1190; † 1237)
- Maria von Oignies (* um 1177; † 1213)
- Maria van Oisterwijk (* um 1470; † 1547)
- Gertrud von Ortenberg (* zwischen 1275 und 1285; † 1335)
- Marcella Pattyn (* 1920; † 2013)
- Marguerite Porete (* um 1250/1260; † 1310)
- Christina von Stommeln (* 1242; † 1312)

## Verbreitung

### Allgemein

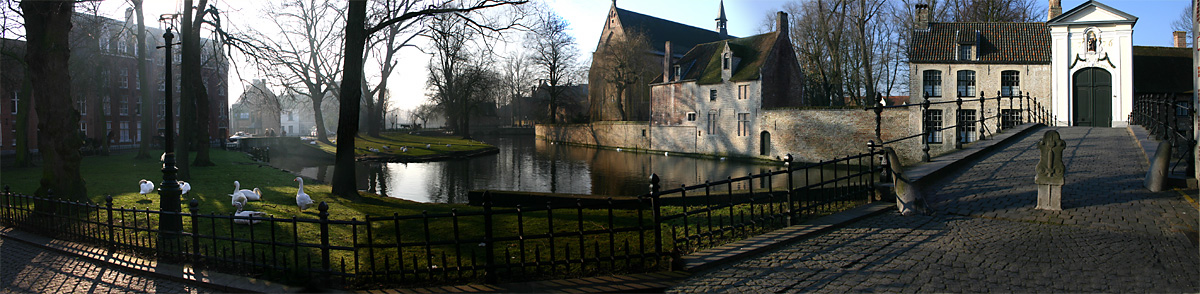
Beginenhof in Brügge

Es gab über 10.000 Beginenkonvente in weiten Teilen Europas von Spanien bis England, Ungarn und das Baltikum.
13 der 26 noch erhaltenen flämischen Beginenhöfe wurden 1999 in die Liste des Weltkulturerbes aufgenommen.

### Einzelne Konvente
| Beginenkonvente                           | Ortschaft                | Land                   |
| ----------------------------------------- | ------------------------ | ---------------------- |
| Beginenhof Aarschot                       | Aarschot                 | Flandern               |
| Beginenhof Antwerpen                      | Antwerpen                | Flandern               |
| Beginenklösterle Bad Cannstatt            | Bad Cannstatt            | Baden-Württemberg      |
| Beginenhof Breda                          | Breda                    | Niederlande            |
| Beginenhof Brügge                         | Brügge                   | Flandern               |
| Beginenklösterle Buchen                   | Buchen (Odenwald)        | Baden-Württemberg      |
| Beginenhaus Deilinghofen                  | Deilinghofen             | Nordrhein-Westfalen    |
| Beginenhof Dendermonde                    | Dendermonde              | Flandern               |
| Beginenhof Diest                          | Diest                    | Flandern               |
| Beginenhof Diksmuide                      | Diksmuide                | Flandern               |
| Beginengemeinschaften in Geldern          | Geldern                  | Nordrhein-Westfalen    |
| Alter Beginenhof Gent                     | Gent                     | Flandern               |
| Kleiner Beginenhof ter Hoye               | Gent                     | Flandern               |
| Großer Beginenhof Sint-Amandsberg         | Gent                     | Flandern               |
| Beginenhaus Hannover                      | Hannover                 | Niedersachsen          |
| Beginenturm Hannover                      | Hannover                 | Niedersachsen          |
| Beginenhof Hasselt                        | Hasselt                  | Flandern               |
| Beginenhaus bei St. Wolfgang              | Heilbronn                | Baden-Württemberg      |
| Beginenhof Hoogstraten                    | Hoogstraten              | Flandern               |
| Heilig-Grab-Kirche und Benefiziumsgebäude | Kitzingen                | Bayern                 |
| Bergkirche Hohenfeld                      | Kitzingen-Hohenfeld      | Bayern                 |
| Kalkarer Beginenberg                      | Kalkar                   | Nordrhein-Westfalen    |
| Beginenhaus Kempten                       | Kempten (Allgäu)         | Bayern                 |
| Beginenhof Kortrijk                       | Kortrijk                 | Flandern               |
| Kranenburger Beginenberg                  | Kranenburg (Niederrhein) | Nordrhein-Westfalen    |
| Katharinenkapelle (Landau in der Pfalz)   | Landau in der Pfalz      | Rheinland-Pfalz        |
| Beginenhof Lier                           | Lier                     | Flandern               |
| Großer Beginenhof Löwen                   | Löwen                    | Flandern               |
| Kleiner Beginenhof Löwen                  | Löwen                    | Flandern               |
| Großer Beginenhof Mecheln                 | Mechelen                 | Flandern               |
| Beginenhof Oudenaarde                     | Oudenaarde               | Flandern               |
| Rostocker Beginenberg                     | Rostock                  | Mecklenburg-Vorpommern |
| Beginenhof Sint-Truiden                   | Sint-Truiden             | Flandern               |
| Beguinenhaus Stade                        | Stade                    | Niedersachsen          |
| Beginenhof Tienen                         | Tienen                   | Flandern               |
| Beginenhof Tongern                        | Tongern                  | Flandern               |
| Beginenhof Turnhout                       | Turnhout                 | Flandern               |
| Volkacher Kirchberg                       | Volkach                  | Bayern                 |
| Schwesternhaus Mariengarten               | Wesel                    | Nordrhein-Westfalen    |
| Beginenkonvent St. Verena                 | Zürich                   | Schweiz                |

- Hof Kenneken (ehemaliger Sitz einer Begardengemeinde): Haus Nr. 1 des zum Kloster Bronnbach gehörigen Bronnbacherhofes in Würzburg (Bronnbachergasse)[60]

Aus Beginen-Gemeinschaften gingen beispielsweise folgende Terziarinnen-Klöster hervor:
- Franziskanerinnen-Kloster von Maria Stern Augsburg
- Franziskanerinnen-Kloster Dillingen
- Franziskanerinnen-Kloster Stendal[48]

## Moderne „Beginenhöfe“
Seit dem Ende des 20. Jahrhunderts entstanden einige moderne „Beginenhöfe“ in Deutschland. Diese betonen besonders den Aspekt des selbstbestimmten Zusammenlebens und des sozialen Zusammenhaltes in Frauengemeinschaften. Sie unterscheiden sich aber ansonsten grundlegend von den äußeren Formen und inneren Einstellungen der mittelalterlichen Beginen, die ein Leben in selbstgewählter Armut, tiefer Frömmigkeit und erniedrigenden sozialen Tätigkeiten führten.

### Allgemeine Literatur
- Frank-Michael Reichstein: Das Beginenwesen in Deutschland. Studien und Katalog. Dissertation. Technische Universität Berlin 2001 (= Wissenschaftliche Schriftenreihe Geschichte. Band 9). 2., erweiterte Auflage, Verlag Dr. Köster, Berlin 2017, ISBN 978-3-89574-427-3.
- Gertrud Hofmann, Werner Krebber: Die Beginen. Geschichte und Gegenwart. 2. aktualisierte Auflage. Butzon & Bercker, Kevelaer 2008, ISBN 978-3-8367-0530-1.
- Helga Unger: Die Beginen. Eine Geschichte von Aufbruch und Unterdrückung der Frauen. Verlag Herder, Freiburg im Breisgau u. a. 2005, ISBN 3-451-05643-7.
- Kaspar Elm, Raoul Manselli, Rolf Sprandel: Beg(h)inen. In: Lexikon des Mittelalters (LexMA). Band 1. Artemis & Winkler, München/Zürich 1980, ISBN 3-7608-8901-8, Sp. 1799–1803.

### Regionale Darstellungen
- Petra Bernicke: „… in nostram protectionem, gubernationem et correctionem suscipimus….“ Studien zur Entwicklung der kleinen Frauenkonvente in Essen unter der Herrschaft der Äbtissinnen. Verlag MV Wissenschaft. Münster 2019, ISBN 978-3-96163-170-4 (= Forschungen zur Volkskunde; Heft 70).
- Hannah Keß: Klausnerin – Nonne – Begine? Eine schwierige Kategorisierung. Zum Beginenwesen in Franken. In: Jahrbuch für fränkische Landesforschung. Band 6. 2007, ISSN 0446-3943, S. 19–48.
- Olaf Mußmann: Beginen – „Kommunardinnen“ des Mittelalters? Die „via media“ in Hannover. In: Angela Dinghaus (Hrsg.): Frauenwelten. Biographisch-historische Skizzen aus Niedersachsen. Olms, Hildesheim u. a. 1993, ISBN 3-487-09727-3, S. 19–32.
- Otto Nübel: Mittelalterliche Beginen- und Sozialsiedlungen in den Niederlanden. Ein Beitrag zur Vorgeschichte der Fuggerei. Dissertation. Universität Erlangen-Nürnberg, 1968 (= Schwäbische Forschungsgemeinschaft bei der Kommission für Bayerische Landesgeschichte. Reihe 4, Band 14; Studien zur Fuggergeschichte. Band 23). Mohr (Siebeck), Tübingen 1970.
- Alexander Patschovsky: Strassburger Beginenverfolgungen im 14. Jahrhundert. In: Deutsches Archiv für Erforschung des Mittelalters. Band 30, 1974, S. 56–198 (Text).
- Jörg Voigt: Beginen im Spätmittelalter. Frauenfrömmigkeit in Thüringen und im Reich. Dissertation. Universität Jena 2009 (= Veröffentlichungen der Historischen Kommission für Thüringen. Kleine Reihe, Band 32). Böhlau Verlag, Köln/Weimar/Wien 2012, ISBN 978-3-412-20668-0.

### Monographien über Einzelaspekte
- Vera von der Osten-Sacken: Jakob von Vitrys Vita Mariae Oigniacensis. Zu Herkunft und Eigenart der ersten Beginen (= Veröffentlichungen des Instituts für Europäische Geschichte. Band 223). Vandenhoeck & Ruprecht, Göttingen 2010, ISBN 978-3-525-10102-5.
- Amalie Fößel, Anette Hettinger: Klosterfrauen, Beginen, Ketzerinnen. Religiöse Lebensformen von Frauen im Mittelalter (= Historisches Seminar. Neue Folge, Band 12). Schulz-Kirchner Verlag, Idstein 2000, ISBN 3-8248-0032-2.
- Saskia Murk-Jansen: Brides in the Desert. The Spirituality of the Beguines. Darton, Longman + Todd, London 1998, ISBN 1-57075-201-X.

### Aufsätze
- Regina Doblies: Die Renaissance der Beginen. In: Westfalenspiegel. 4/2009, S. 28 f.
- Kaspar Elm: Vita regularis sine regula. Bedeutung, Rechtsstellung und Selbstverständnis des mittelalterlichen und frühneuzeitlichen Semireligiosentums. In: Häresie und vorzeitige Reformation im Spätmittelalter. Herausgegeben von František Šmahel unter Mitarbeit von Elisabeth Müller-Luckner. R. Oldenbourg Verlag, München 1998, S. 239–273.
- Edeltraud Klueting: Beginen, Mantellaten und Karmelitinnen im 15. Jahrhundert. In: Edeltraud Klueting (Hrsg.): Fromme Frauen – unbequeme Frauen? Weibliches Religiosentum im Mittelalter (= Hildesheimer Forschungen. Band 3). Olms, Hildesheim u. a. 2006, ISBN 3-487-13073-4, S. 205–224.
- Marco Schäfer: Diakonie in mittelalterlichen Beginengemeinschaften. In: Johannes Eurich (Hrsg.): Diakonisches Handeln im Horizont gegenwärtiger Herausforderungen (= DWI-Info. Band 38). Diakoniewissenschaftliches Institut, Heidelberg 2006, S. 115–139.
- Alexander Patschofsky: Beginen, Begarden und Terziaren im 14. und 15. Jahrhundert. In: Karl Schnith, Roland Pauler (Hrsg.): Festschrift für Eduard Hlawitschka zum 65. Geburtstag (= Münchener Historische Studien. Abteilung Mittelalterliche Geschichte. Bd. 5). Lassleben, Kallmünz 1993, S. 403–418. ISBN 3-7847-4205-X. Text